# Copa Intertoto 1976
La Copa Intertoto 1976 fue la 16.ª edición de este torneo de fútbol a nivel de clubes de Europa. Participaron 44 equipos, 4 más que en la edición anterior, los cuales pertenecen a la UEFA; con la aparición por primera vez de equipos de Israel. 
No hubo un campeón definido, ya que cada equipo ganador de cada grupo se llevó la copa, pero se considera como el equipo campeón al Widzew Łódź de Polonia por ser el club con el mejor rendimiento del torneo.

## Fase de grupos
Los 44 equipos fueron distribuidos en 11 grupos de 4 equipos, en los que el ganador de cada grupo ganaba la copa y el premio monetario.

### Grupo 1
| Club             | G | E | P | GF | GC | Pts. |
| ---------------- | - | - | - | -- | -- | ---- |
| Young Boys       | 3 | 3 | 0 | 15 | 9  | 9    |
| Malmö FF         | 2 | 3 | 1 | 13 | 6  | 7    |
| Beitar Jerusalem | 2 | 2 | 2 | 12 | 13 | 6    |
| Admira Vienna    | 0 | 2 | 4 | 4  | 16 | 2    |

|     | YOU | MAL | BEI | AWM |
| --- | --- | --- | --- | --- |
| YOU |     | 3-2 | 6-3 | 1-1 |
| MAL | 1-1 |     | 3-1 | 6-0 |
| BEI | 1-1 | 1-1 |     | 3-1 |
| AWM | 1-3 | 0-0 | 1-3 |     |

### Grupo 2
| Club               | G | E | P | GF | GC | Pts. |
| ------------------ | - | - | - | -- | -- | ---- |
| Hertha Berlin      | 4 | 1 | 1 | 20 | 6  | 9    |
| Standard Liège     | 4 | 1 | 1 | 11 | 4  | 9    |
| Hapoel Be'er Sheva | 1 | 3 | 2 | 8  | 13 | 5    |
| Køge               | 0 | 1 | 5 | 4  | 20 | 1    |

|     | HER | STA | HBS | KOG |
| --- | --- | --- | --- | --- |
| HER |     | 2-0 | 5-1 | 5-0 |
| STA | 1-0 |     | 3-1 | 6-1 |
| HBS | 3-3 | 0-0 |     | 2-1 |
| KOG | 1-5 | 0-1 | 1-1 |     |

### Grupo 3
| Club              | G | E | P | GF | GC | Pts. |
| ----------------- | - | - | - | -- | -- | ---- |
| Union Teplice     | 3 | 2 | 1 | 10 | 4  | 8    |
| Kickers Offenbach | 4 | 0 | 2 | 6  | 6  | 8    |
| Grasshopper       | 2 | 1 | 3 | 4  | 7  | 5    |
| Landskrona        | 0 | 3 | 3 | 2  | 5  | 3    |

|     | TEP | KIC | GRA | LAN |
| --- | --- | --- | --- | --- |
| TEP |     | 2-0 | 4-1 | 0-0 |
| KIC | 0-3 |     | 1-0 | 1-0 |
| GRA | 2-0 | 0-2 |     | 1-0 |
| LAN | 1-1 | 1-2 | 0-0 |     |

### Grupo 4
| Club                   | G | E | P | GF | GC | Pts. |
| ---------------------- | - | - | - | -- | -- | ---- |
| Baník Ostrava          | 5 | 1 | 0 | 9  | 2  | 11   |
| Wacker Innsbruck       | 2 | 2 | 2 | 10 | 9  | 6    |
| Eintracht Braunschweig | 2 | 2 | 2 | 6  | 6  | 6    |
| AIK                    | 0 | 1 | 5 | 6  | 14 | 1    |

|     | BAN | INN | BRA | AIK |
| --- | --- | --- | --- | --- |
| BAN |     | 2-1 | 0-0 | 2-0 |
| INN | 1-2 |     | 1-0 | 3-1 |
| BRA | 0-2 | 1-1 |     | 2-1 |
| AIK | 0-1 | 3-3 | 1-3 |     |

### Grupo 5
| Club           | G | E | P | GF | GC | Pts. |
| -------------- | - | - | - | -- | -- | ---- |
| Zbrojovka Brno | 5 | 0 | 1 | 13 | 9  | 10   |
| Duisburg       | 3 | 2 | 1 | 13 | 4  | 8    |
| Zürich         | 2 | 1 | 3 | 9  | 8  | 5    |
| Austria Vienna | 0 | 1 | 5 | 8  | 22 | 1    |

|     | ZBR | DUI | ZUR | AUS |
| --- | --- | --- | --- | --- |
| ZBR |     | 1-0 | 1-0 | 7-3 |
| DUI | 5-1 |     | 3-1 | 4-0 |
| ZUR | 0-1 | 0-0 |     | 4-1 |
| AUS | 1-2 | 1-1 | 2-4 |     |

### Grupo 6
| Club             | G | E | P | GF | GC | Pts. |
| ---------------- | - | - | - | -- | -- | ---- |
| Spartak Trnava   | 5 | 1 | 0 | 17 | 5  | 11   |
| Åtvidaberg       | 2 | 2 | 2 | 10 | 8  | 6    |
| Lillestrøm       | 1 | 2 | 3 | 5  | 11 | 4    |
| Austria Salzburg | 1 | 1 | 4 | 4  | 12 | 3    |

|     | SPA | ÅTV | LIL | AUS |
| --- | --- | --- | --- | --- |
| SPA |     | 3-1 | 5-1 | 2-0 |
| ÅTV | 1-3 |     | 3-1 | 4-0 |
| LIL | 1-1 | 0-0 |     | 1-0 |
| AUS | 1-3 | 1-1 | 2-1 |     |

### Grupo 7
| Club              | G | E | P | GF | GC | Pts. |
| ----------------- | - | - | - | -- | -- | ---- |
| Inter Bratislava  | 5 | 0 | 1 | 19 | 4  | 10   |
| Vitória Guimarães | 4 | 0 | 2 | 11 | 8  | 8    |
| Oostende          | 3 | 0 | 3 | 10 | 13 | 6    |
| Holbæk            | 0 | 0 | 6 | 3  | 18 | 0    |

|     | INT | VIT | OST | HOL |
| --- | --- | --- | --- | --- |
| INT |     | 4-0 | 2-1 | 2-1 |
| VIT | 1-0 |     | 4-1 | 4-0 |
| OST | 1-6 | 2-0 |     | 2-1 |
| HOL | 0-5 | 1-2 | 0-3 |     |

### Grupo 8
| Club           | G | E | P | GF | GC | Pts. |
| -------------- | - | - | - | -- | -- | ---- |
| Öster          | 5 | 1 | 0 | 13 | 2  | 11   |
| Belenenses     | 2 | 2 | 2 | 7  | 6  | 6    |
| Pogoń Szczecin | 1 | 2 | 3 | 6  | 7  | 4    |
| Næstved        | 1 | 1 | 4 | 2  | 13 | 3    |

|     | ÖST | BEL | POG | NAE |
| --- | --- | --- | --- | --- |
| ÖST |     | 2-1 | 1-0 | 5-0 |
| BEL | 1-1 |     | 2-0 | 0-1 |
| POG | 0-1 | 2-2 |     | 3-0 |
| NAE | 0-3 | 0-1 | 1-1 |     |

### Grupo 9
| Club       | G | E | P | GF | GC | Pts. |
| ---------- | - | - | - | -- | -- | ---- |
| Djurgården | 3 | 1 | 2 | 11 | 8  | 7    |
| Sturm Graz | 3 | 1 | 2 | 8  | 8  | 7    |
| St. Gallen | 2 | 2 | 2 | 9  | 8  | 6    |
| Rybnik     | 2 | 0 | 4 | 10 | 14 | 4    |

|     | DJU | STU | STG | ROW |
| --- | --- | --- | --- | --- |
| DJU |     | 3-0 | 3-2 | 3-0 |
| STU | 1-0 |     | 1-1 | 2-1 |
| STG | 0-0 | 2-1 |     | 4-1 |
| ROW | 5-2 | 1-3 | 2-0 |     |

### Grupo 10
| Club               | G | E | P | GF | GC | Pts. |
| ------------------ | - | - | - | -- | -- | ---- |
| Vojvodina          | 4 | 2 | 0 | 11 | 6  | 10   |
| Zagłębie Sosnowiec | 2 | 2 | 2 | 11 | 8  | 6    |
| VÖEST Linz         | 1 | 2 | 3 | 9  | 10 | 4    |
| Örebro             | 0 | 4 | 2 | 6  | 13 | 4    |

|     | VOJ | ZAG | LIN | ÖRE |
| --- | --- | --- | --- | --- |
| VOJ |     | 2-1 | 3-2 | 1-1 |
| ZAG | 1-2 |     | 1-1 | 5-1 |
| LIN | 0-2 | 1-2 |     | 4-1 |
| ÖRE | 1-1 | 1-1 | 1-1 |     |

### Grupo 11
| Club        | G | E | P | GF | GC | Pts. |
| ----------- | - | - | - | -- | -- | ---- |
| Widzew Łódź | 6 | 0 | 0 | 21 | 5  | 12   |
| KB          | 2 | 1 | 3 | 7  | 18 | 5    |
| Košice      | 2 | 0 | 4 | 6  | 8  | 4    |
| Start       | 1 | 1 | 4 | 6  | 9  | 3    |

|     | WID | KBK | KOS | STA |
| --- | --- | --- | --- | --- |
| WID |     | 9-1 | 2-0 | 1-0 |
| KBK | 1-3 |     | 3-2 | 0-3 |
| KOS | 0-1 | 1-2 |     | 2-0 |
| STA | 3-5 | 0-0 | 0-1 |     |